# Stazione di Elmas Aeroporto
La stazione di Elmas Aeroporto è una fermata ferroviaria posta sulla linea Cagliari-Golfo Aranci, a servizio dell'aeroporto di Cagliari-Elmas. Oltre a collegare l'aeroporto del capoluogo sardo, è impiegata nell'ambito del servizio ferroviario metropolitano di Cagliari.

## Storia

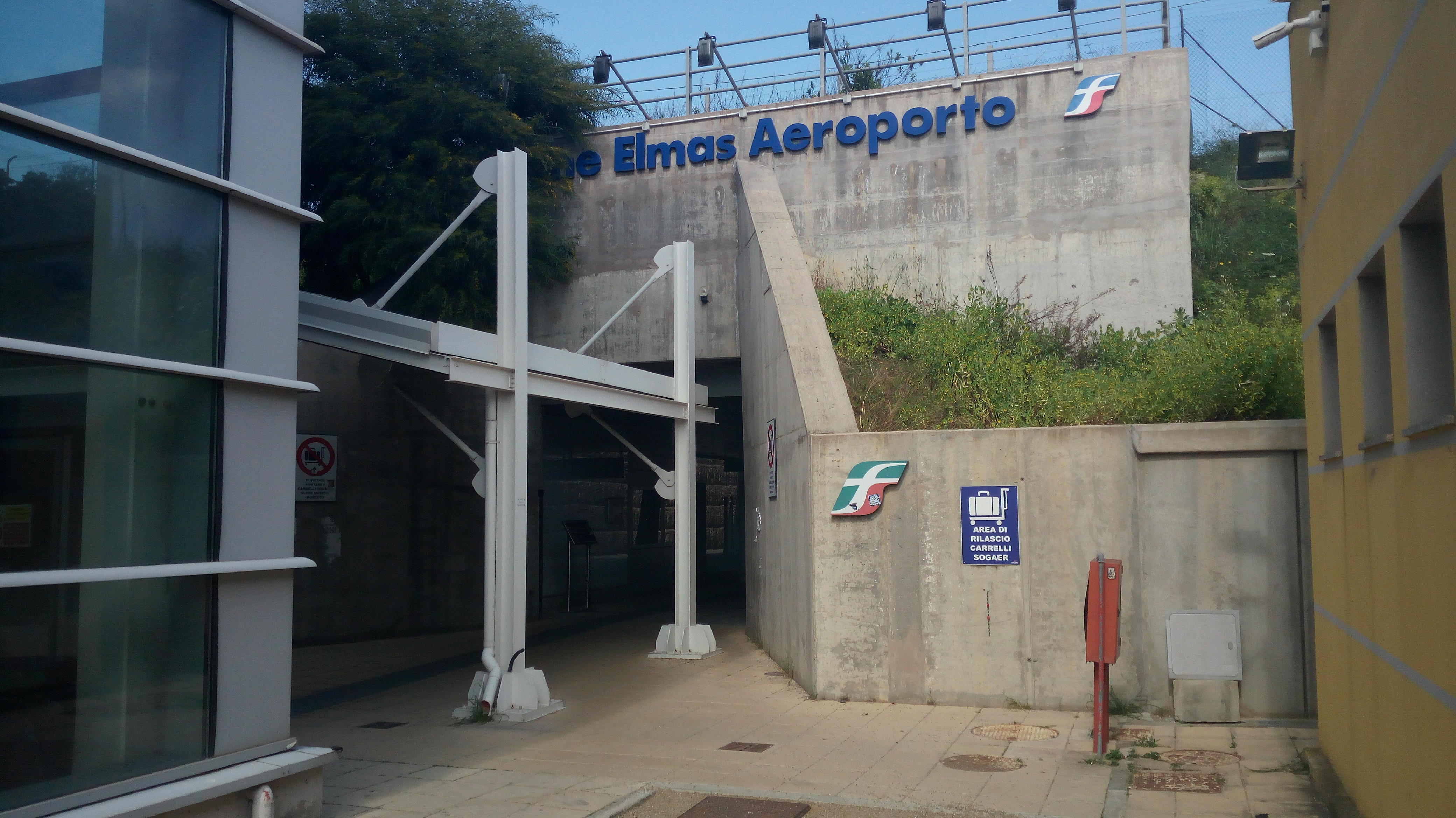
L'ingresso alla fermata, prossimo al parcheggio multipiano

La fermata è stata attivata nel giugno 2013, con l'intento di collegare direttamente lo scalo aereo cagliaritano alla città, fino ad allora raggiungibile solamente con il trasporto su gomma, privato o pubblico tramite le navette dell'ARST. L'unico collegamento ferroviario presente nei dintorni dell'aeroporto era infatti quello con la stazione di Cagliari Elmas, che però è situata all'interno del nucleo urbano dell'omonimo comune dell'hinterland cagliaritano, in prossimità di una delle estremità della pista dell'aeroporto ma distante dall'aerostazione.
Nel 2005 vennero stanziati i primi fondi dalla Regione Sardegna e dal CIPE e nel settembre 2009 venne aggiudicata la gara d'appalto. Tuttavia, seppur fissati per inizio 2010 i lavori non presero il via.. Servì un'interrogazione parlamentare per svelare il motivo del ritardo: il Ministro delle Infrastrutture e dei Trasporti Roberto Castelli comunicò infatti che si dovette procedere alla bonifica di tutto il terreno circostante, dato che l'area era in passato occupata dai capannoni dell'ex FAS (Ferriere Acciaierie Sarde).
I lavori partirono nel 2010, e terminarono a inizio 2013. Il 5 giugno si tenne l'inaugurazione, mentre la fermata iniziò ad essere servita dai treni con il cambio orario del successivo 9 giugno.

## Strutture e impianti

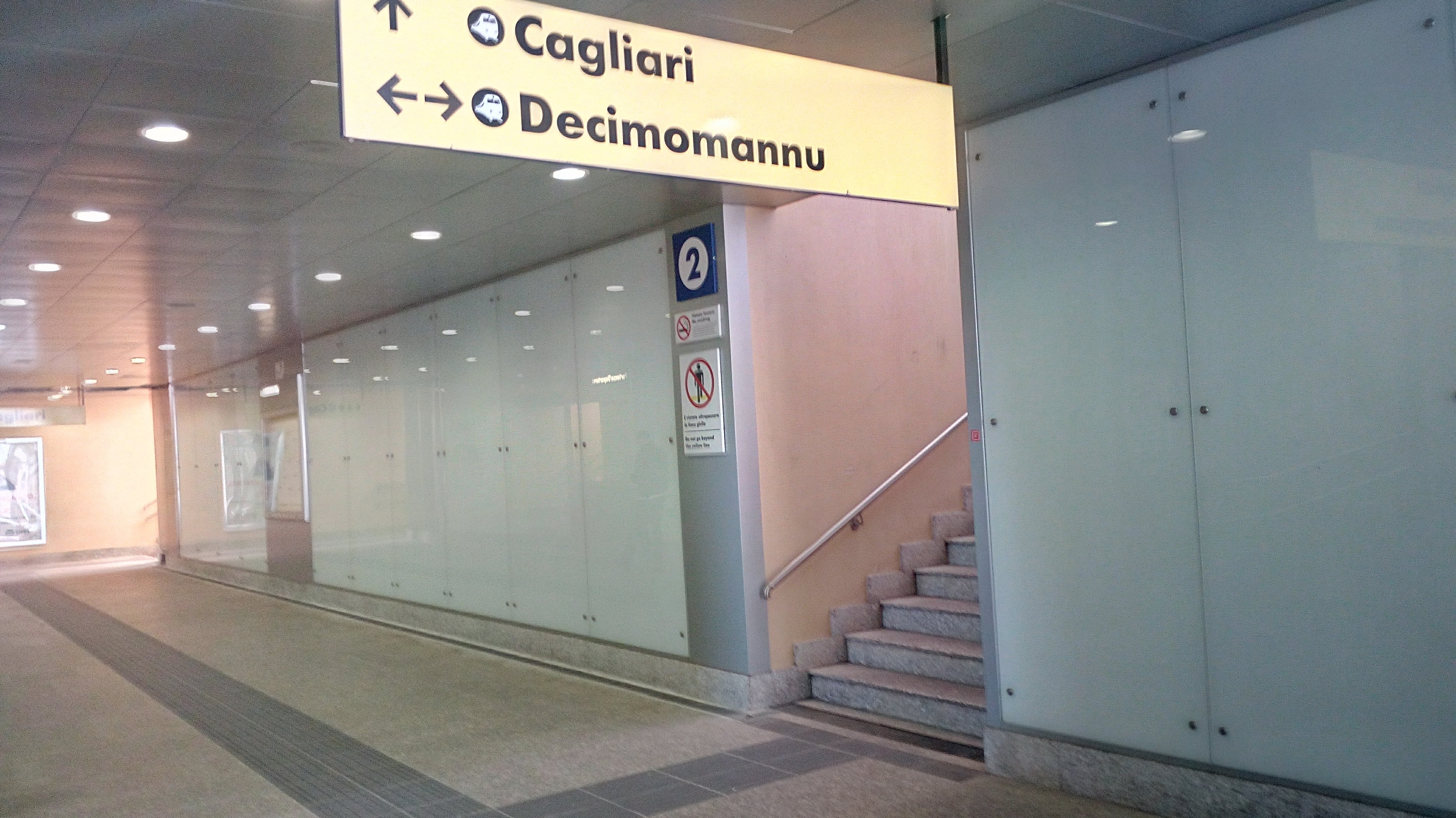
L'accesso ai binari, sotterraneo, adiacente alla sala d'attesa

La fermata è situata alla progressiva chilometrica 6+610, ed è dotata di due binari, entrambi di corsa, serviti da banchine. L'impianto è privo di edifici specifici per l'attività ferroviaria ed è impresenziato.

## Movimento
Nella fermata di Elmas Aeroporto fermano tutti i treni regionali e regionali veloci in partenza o diretti alla stazione di Cagliari, relazioni espletate da Trenitalia. Tali treni permettono il collegamento con i vari centri raggiunti dalla Dorsale Sarda, oltre che con quelli del Sassarese e del Sulcis-Iglesiente, raggiunti rispettivamente tramite le diramazioni per Porto Torres, per Iglesias e per Carbonia.
Nello scalo effettuano fermata inoltre i convogli del servizio ferroviario metropolitano di Cagliari.

## Servizi

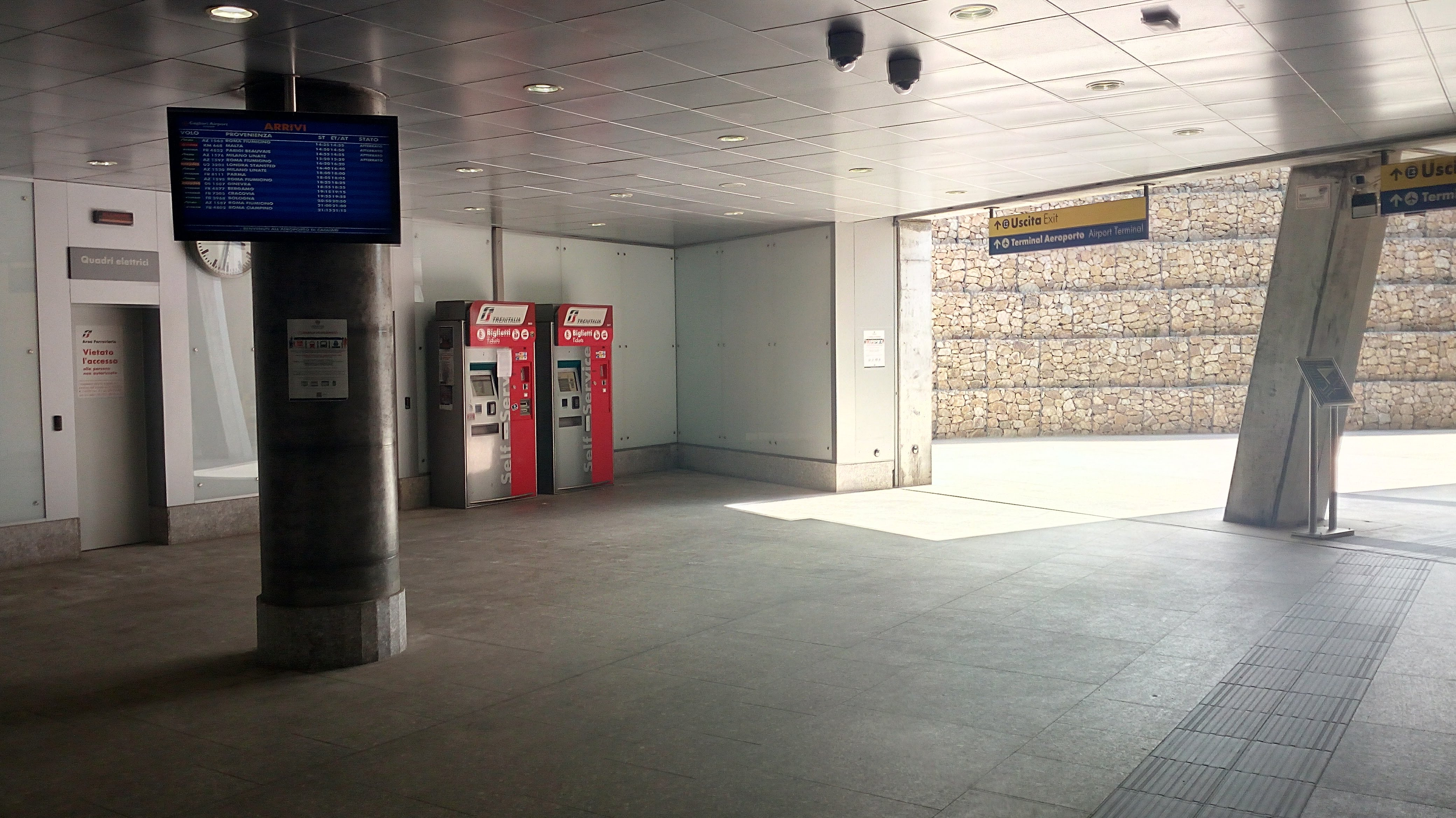
La sala d'attesa sotterranea

L'impianto, gestito da Rete Ferroviaria Italiana, è dotato di 2 banchine (con annesse pensiline e posti a sedere) poste in posizione periferica ai binari, collegate tra loro da un sottopassaggio con scale e rampe pedonali, prive di barriere architettoniche e con accesso per i disabili. A tal proposito l'accessibilità è garantita sia ai disabili motori, che a quelli visivi e uditivi.
Lo scalo ferroviario, classificato commercialmente da RFI in categoria "silver", è privo di una biglietteria, ma è presente una emettitrice automatica di biglietti. L'area ferroviaria è dotata inoltre di un impianto di videosorveglianza.
- Sala d'attesa
- Biglietteria automatica

## Interscambi

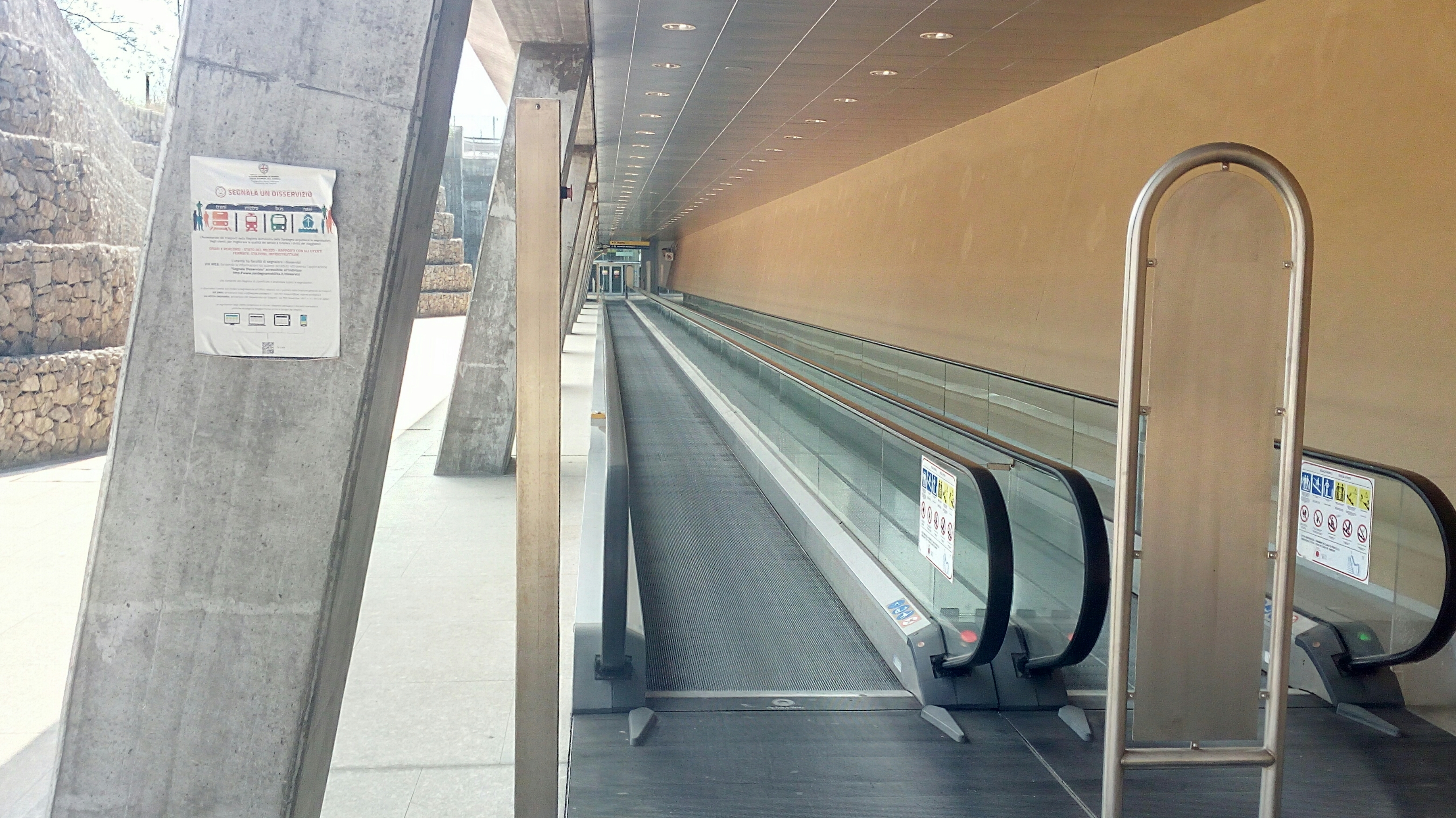
I tappeti mobili che collegano la fermata con l'aeroporto di Cagliari-Elmas

La fermata è costruita a ridosso dell'aeroporto di Cagliari-Elmas: il collegamento con l'aerostazione è assicurato da 2 tappeti mobili coperti (ciascuno di circa 70 metri), che uniscono il sottopassaggio della stazione con il piazzale antistante l'aeroporto, in prossimità del parcheggio multipiano. A disposizione dei viaggiatori è presente anche un percorso pedonale all'aperto. 
- Aerostazione (Cagliari-Elmas)